# Tagulis
Tagulis Simon, 1895 è un genere di ragni appartenente alla famiglia Thomisidae.

## Distribuzione
Le due specie note di questo genere sono state rinvenute in Sierra Leone e Sri Lanka

## Tassonomia
Non sono stati esaminati esemplari di questo genere dal 2007.
A gennaio 2015, si compone di due specie:
- Tagulis granulosus Simon, 1895[2] — Sierra Leone
- Tagulis mystacinus Simon, 1895 — Sri Lanka